# Sociologie des professions
 (mars 2011).
Si vous disposez d'ouvrages ou d'articles de référence ou si vous connaissez des sites web de qualité traitant du thème abordé ici, merci de compléter l'article en donnant les références utiles à sa vérifiabilité et en les liant à la section « Notes et références ».
La sociologie des professions est une sous-discipline de la sociologie, qui a une double origine historique, continentale et anglo-saxonne, et une double tradition théorique, d'abord fonctionnaliste puis interactionniste. 

## Description
La sociologie des professions s'est intéressée traditionnellement à la manière dont les groupes professionnels émergent en tant que groupes, se font reconnaitre par les États, leurs usagers, clients, ou partenaires et par les groupes professionnels voisins avec lesquels ils sont amenés à se coordonner. 
Elle analyse la construction de leur autonomie et de leur légitimité, leur mandat et leur licence (Hughes), leurs pratiques, leur rôle dans les organisations et dans les politiques publiques. En dépit de quelques tentatives de retour vers le néo-fonctionnalisme, la principale référence reste l'interactionnisme, qui tend en France à s'élargir en sociologie des groupes professionnels, incluant non seulement les professions établies, mais l'ensemble des métiers dans leur diversité, en opposition au caractère idéologique et ethnocentrique de la sociologie des professions anglo-américaine.